# Pseudomantis hartmeyeri
Pseudomantis hartmeyeri es una especie de mantis de la familia Mantidae.

## Distribución geográfica
Se encuentra en Australia.